# El niño que vino del mar
El niño que vino del mar es una telenovela infantil  mexicana producida por MaPat López de Zatarain en el año 1999 para Televisa.
Está basada en la radionovela "El pequeño Lord", escrita por Olga Ruilópez y contó con una adaptación de Lourdes Barrios y Georgina Tinoco.
La telenovela está protagonizada por Natalia Esperón, Enrique Ibáñez e Imanol Landeta. Además contó con las participaciones antagónicas de Renée Varsi, Orlando Miguel y Patricia Reyes Spíndola.

## Argumento
Felipín (Imanol Landeta) y su madre iban a reunirse con Don Alfonso Cáceres de Rivera, Duque de Oriol (Saúl Lisazo), un rico hacendado español cuando el barco en el que viajaban se hundió, dejando a Felipín y a Magdalena (Yadhira Carrillo) solos en una lancha sin rumbo fijo.
Felipín naufragó y viajó en un barquito por largos días hasta llegar a casa de Nisa (Natalia Esperón), una bella joven que salva al pequeño niño de la muerte. Nisa es una mujer que vive junto a la playa y trabaja de alfarera en su casa para mantenerse, al encontrar a Felipín su vida cambia por completo. El pequeño empieza una nueva vida en compañía de nuevos amigos Blasito, Biri y Mariali quienes juegan y se divierten con él escuchando las historias de Chirimbolo (Sergio Ramos "El Comanche"), un viejo que los consiente y aconseja en todo momento.
Nadie puede explicar como fue que el niño llegó hasta ahí. Al reponerse con los cuidados de Nisa, Felipín le cuenta que viajaba con su madre en un barco que se hundió. Al llevarlo al hospital, se encuentran con algunos sobrevivientes del naufragio y un marinero les cuenta que vio morir a la madre de Felipín, pero no sabe que en realidad fue su tía, que viajaba con ellos, la que realmente murió.
Felipín se siente y Nisa permite que se quede con ella a vivir. Lo que el niño no sabe es que su madre está viva recorriendo las calles del pueblo, pero ha perdido la memoria. Lena, la madre de Felipín cae en manos de Alberta (Patricia Reyes Spíndola), una mala mujer que la engaña y la hace creer que es otra persona y que la policía la persigue, mientras la trata como esclava y no le permite salir de su casa.
Un mal día Chirimbolo sufre un accidente y Felipín se ve obligado a pedir un préstamo a la malvada Alberta, quien le pide a cambio que engañe a los españoles de la hacienda haciéndose pasar por el heredero de Don Alfonso y ella pueda así, cobrar una buena recompensa.
Cuando Felipín llega a la hacienda haciéndose pasar por otro, quienes viven ahí le hacen la vida imposible y al igual que a Nisa, que se enamora de Eduardo (Enrique Ibáñez), un apuesto joven que se quedó a cargo de la hacienda, quien a su vez le corresponde.
Constanza (Renée Varsi) y Alberta se encargarán de interponerse en la felicidad de los tres sin saber que Felipín es el verdadero heredero de la fortuna del Duque de Oriol. Y su madre poco a poco irá recordando en sueños al pequeño hijo que el mar le arrebató de las manos hasta por fin encontrarlo al terminar Felipin y Nisa son secuestrados por Constanza en un barco y contratan a un señor, pero el señor los deja libres y a la final Nisa se casa con Eduardo y Magdalena queda con el fotógrafo y todos quedan muy felices.

## Elenco
- Imanol - Felipín Rodríguez Cáceres de Rivera
- Natalia Esperón - Nisa
- Enrique Ibáñez - Eduardo Cáceres de Rivera
- Saúl Lisazo - Don Alfonso Rodríguez Cáceres de Rivera "Duque de Oriol"
- Patricia Reyes Spíndola - Alberta Gómez
- Yadhira Carrillo - Magdalena de la Soledad / Sol / Lena / Morena
- Renée Varsi - Constanza Fernandez Cadayana
- Manuel Landeta - Carlos Criail
- Sussan Taunton - Srta. Bernardette Guyón
- Orlando Miguel - Enrique Rodríguez Cáceres de Rivera
- Luz María Aguilar - Sophia Rodríguez Cáceres de Rivera
- Rolando Brito - Nazario
- Joana Brito - Rancha
- Irma Lozano - Tía Pilar Serrano
- Sergio Ramos "El Comanche" - Omobono Tabonar "Chirimbolo"
- Luz Elena González - Jacinta
- Rafael del Villar - Marco
- Vanessa Angers - Alina
- Dacia Arcaraz - Remedios
- Emilia Carranza - Regina
- Roberto D'Amico - Óscar Serrano
- Yousi Díaz - Melda
- Edder Eloriaga - Casimiro
- Oscar Eugenio - Blasito
- Dacia González - Catalina Ortiz
- Benjamín Islas - Pedro
- Julio Mannino - Dr. Juan Manuel Ríos
- Alejandro Ruiz - Martín Morales
- Xavier Marc - Dr. Agustín Ortiz
- Iliana Montserrat - Biri
- Benjamín Rivero - Fabián
- Oscar Traven - Mr. Richardson
- María Marcela - Lala
- Nancy Patiño - Mariali
- Charly Santana - Juan Simón
- Estrella Lugo - Nelly
- Óscar Morelli - Capitán del barco.
- Anna Sobero - Dora Luz
- Héctor Cruz Lara - Valentín
- Mario Moreno del Moral - Miguelito
- Marcia Coutiño - Loretito
- Manrique Ferrer - Robertito

## Equipo de producción
- Historia original: Olga Ruilópez
- Adaptación: Lourdes Barrios, Georgina Tinoco, Dolores Ortega
- Editor literario: Marcos García
- Tema musical: El niño que vino del mar
- Tema y música original: Rubén Zepeda
- Intérprete: Malú
- Tema musical: La estrella que más brilla
- Interpretan: Imanol Landeta, Manuel Landeta
- Escenografía: Arturo Flores
- Ambientación: Claudia Álvarez
- Diseño de vestuario: Juan Martínez, Ana Ocampo
- Diseño de imagen: Televisa San Ángel
- Musicalizador: Luis Alberto Diazayas
- Editor: Óscar Morales
- Gerente administrativo: Arturo Rangel
- Jefe de reparto: Rocío Fonseca
- Jefes de producción: Arturo Portilla, Jessica Balboa
- Gerente de producción: Jaime Santos
- Dirección de cámaras en foro: Óscar Morales
- Dirección de cámaras en locación: Héctor Márquez
- Coordinadora de producción: Dinorah Escudero
- Dirección de escena en locación: Arturo García Tenorio
- Dirección de escena: Alfredo Gurrola
- Productor asociado: Marco Vinicio López de Zatarain
- Productora: Martha Patricia López de Zatarain

## Versiones
- La cadena venezolana RCTV realizó en 1982 la primera versión de esta historia con el título La hija de nadie bajo la dirección de César Enríquez y protagonizada por Hazel Leal y Javier Vidal Pradas. Más tarde, en 1999 transmitirían esta telenovela al finalizar la transmisión de Soñadoras.
- Televisa ya había realizado en 1984 una versión titulada Sí, mi amor, producida por Guillermo Diazayas, dirigida por Enrique Segoviano y protagonizada por Edith González, Leonardo Daniel y Luis Mario Quiroz.

## Premios y nominaciones

### Premios Bravo 2000
| Año  | Categoría                | Programa       | Resultado |
| ---- | ------------------------ | -------------- | --------- |
| 2000 | Mejor Actuación Infantil | Imanol Landeta | Ganador   |